# Lijst van rijksmonumenten in Oosterhout (gemeente)
De gemeente Oosterhout telt 82 inschrijvingen in het rijksmonumentenregister. Hieronder een overzicht. 

## Den Hout
De plaats Den Hout telt 5 inschrijvingen in het rijksmonumentenregister.
| Object           | Oorspronkelijke functie? | Bouwjaar              | Architect   | Locatie                                      | Coördinaten?                  | Nr.?   | Afbeelding                             |
| ---------------- | ------------------------ | --------------------- | ----------- | -------------------------------------------- | ----------------------------- | ------ | -------------------------------------- |
| Corneliuskerk    | Kerk en kerkonderdeel    | 1877-1878             | P. van Genk | Houtse Heuvel 12                             | 51° 39' 31" NB, 4° 48' 45" OL | 31683  | Meer afbeeldingen                      |
| Heilig Hartbeeld | Gedenkteken              | 1924                  |             | Ingang Corneliuskerk                         | 51° 39' 31" NB, 4° 48' 45" OL | 520027 | Meer afbeeldingen 51.6586825,4.8124224 |
| Kruisbeeld       | Gedenkteken              | 1930                  |             | Houtse Heuvel, einde zichtas Vrachelsestraat | 51° 39' 29" NB, 4° 48' 45" OL | 520028 | Meer afbeeldingen                      |
| Woonhuis         | Woonhuis                 | 1905                  | J. Oomen    | Houtse Heuvel 7                              | 51° 39' 28" NB, 4° 48' 42" OL | 520029 | Woonhuis                               |
| Vlaamse schuur   | Boerderij                | eerste helft 19e eeuw |             | Achterstraat 1                               | 51° 39' 26" NB, 4° 49' 13" OL | 526459 | Vlaamse schuur                         |

## Dorst
De plaats Dorst telt 6 inschrijvingen in het rijksmonumentenregister.
| Object              | Oorspronkelijke functie?  | Bouwjaar                             | Architect   | Locatie                   | Coördinaten?                  | Nr.?   | Afbeelding         |
| ------------------- | ------------------------- | ------------------------------------ | ----------- | ------------------------- | ----------------------------- | ------ | ------------------ |
| Sint-Marculphuskerk | Kerk en kerkonderdeel     | 1911-1912                            | Jos Cuypers | Baarschotsestraat 85      | 51° 35' 25" NB, 4° 51' 23" OL | 520024 | Meer afbeeldingen  |
| Brandspuithuisje    | Overheidsgebouw           | 1910                                 |             | Kapelerf 10               | 51° 35' 21" NB, 4° 51' 20" OL | 520030 | Brandspuithuisje   |
| Grafkruis J.J. Mol  | Begraafplaats en -onderdl | 1884                                 |             | Begraafpl. St. Marcoenstr | 51° 35' 26" NB, 4° 51' 30" OL | 520035 | Upload foto        |
| Langgevelboerderij  | Boerderij                 | ca. 1800                             |             | Steenovensebaan 29        | 51° 36' 37" NB, 4° 53' 59" OL | 526752 | Langgevelboerderij |
| Vlaamse Schuur      | Boerderij                 | waarschijnlijk eerste helft 19e eeuw |             | Steenovensebaan bij 29    | 51° 36' 37" NB, 4° 53' 59" OL | 526829 | Upload foto        |
| Kleine schuur       | Boerderij                 | waarschijnlijk eerste helft 19e eeuw |             | Steenovensebaan bij 29    | 51° 36' 37" NB, 4° 53' 59" OL | 526830 | Upload foto        |

## Oosteind
De plaats Oosteind telt 7 inschrijvingen in het rijksmonumentenregister.
| Object                                                                                           | Oorspronkelijke functie?  | Bouwjaar                                       | Architect | Locatie             | Coördinaten?                  | Nr.?   | Afbeelding                           |
| ------------------------------------------------------------------------------------------------ | ------------------------- | ---------------------------------------------- | --------- | ------------------- | ----------------------------- | ------ | ------------------------------------ |
| R.K. Pastorie                                                                                    | Kerkelijke dienstwoning   | midden 19e eeuw                                |           | Provincialeweg 84   | 51° 38' 42" NB, 4° 54' 3" OL  | 31684  | R.K. Pastorie                        |
| Johannes de Doperkerk                                                                            | Kerk en kerkonderdeel     | 1852                                           |           | Provincialeweg 86   | 51° 38' 42" NB, 4° 54' 3" OL  | 31685  | Meer afbeeldingen                    |
| Voormalige boerderij annex brouwerij                                                             | Boerderij                 | ca. 1865                                       |           | Provincialeweg 89   | 51° 38' 46" NB, 4° 54' 4" OL  | 520033 | Voormalige boerderij annex brouwerij |
| Voormalige boerderij van het langgeveltype met bakhuis en dwarsdeel                              | Boerderij                 | vóór 1700                                      |           | Heikant 86          | 51° 38' 20" NB, 4° 53' 1" OL  | 526756 | Upload foto                          |
| Vlaamse schuur                                                                                   | Boerderij                 | tweede helft 18e eeuw of eerste helft 19e eeuw |           | Heikant bij 86      | 51° 38' 20" NB, 4° 53' 1" OL  | 526807 | Upload foto                          |
| Karschop                                                                                         | Boerderij                 | tweede helft 18e eeuw of eerste helft 19e eeuw |           | Heikant bij 86      | 51° 38' 20" NB, 4° 53' 1" OL  | 526808 | Upload foto                          |
| Victoria: Incomplete molen, stellingmolen, ronde stenen molen, gebouwd als koren- en schorsmolen | Industrie- en poldermolen | 1890                                           |           | Provincialeweg 143A | 51° 38' 58" NB, 4° 54' 46" OL | 527663 | Meer afbeeldingen                    |

## Oosterhout
De plaats Oosterhout telt 64 inschrijvingen in het rijksmonumentenregister, zie Lijst van rijksmonumenten in Oosterhout (Noord-Brabant)
's-Hertogenbosch ·
Alphen-Chaam ·
Altena ·
Asten ·
Baarle-Nassau ·
Bergeijk ·
Bergen op Zoom ·
Bernheze ·
Best ·
Bladel ·
Boekel ·
Boxtel ·
Breda ·
Cranendonck ·
Deurne ·
Dongen ·
Drimmelen ·
Eersel ·
Eindhoven ·
Etten-Leur ·
Geertruidenberg ·
Geldrop-Mierlo ·
Gemert-Bakel ·
Gilze en Rijen ·
Goirle ·
Halderberge ·
Heeze-Leende ·
Helmond ·
Heusden ·
Hilvarenbeek ·
Laarbeek ·
Land van Cuijk ·
Loon op Zand ·
Maashorst ·
Meierijstad ·
Moerdijk ·
Nuenen, Gerwen en Nederwetten ·
Oirschot ·
Oisterwijk ·
Oosterhout ·
Oss ·
Reusel-De Mierden ·
Roosendaal ·
Rucphen ·
Sint-Michielsgestel ·
Someren ·
Son en Breugel ·
Steenbergen ·
Tilburg ·
Valkenswaard ·
Veldhoven ·
Vught ·
Waalre ·
Waalwijk ·
Woensdrecht ·
Zundert